# Protocruzia
Protocruziidia, Protocruziida, Protocruziidae
Sous-classe
Ordre
Famille
Genre
Protocruzia, unique représentant de la famille des Protocruziidae, de l’ordre des Protocruziida  et de la sous-classe des Protocruziidia, est un genre de Ciliés de la classe des Spirotrichea.

## Étymologie
Le nom de genre, Protocruzia, est composé du préfixe proto- (du grec προτω / proto, « avant, premier »), par référence au groupe des protozoaires, aussi appelés protistes, et du suffixe cruzia, qui est dédié au médecin, bactériologiste brésilien Oswaldo Cruz, littéralement « protozoaire de Cruz ».

## Description
La description originelle de Faria, da Cunha & Pinto (1922) est la suivante : « Cilié au corps plat avec des cils fins et longs disposés en lignes longitudinales. Péristome en forme de sillon partant de l'extrémité antérieure jusqu'à peu près au milieu du corps, présentant à son bord une série de cils plus longs et plus épais que ceux qui recouvrent le corps. L'espèce Protocruzia pigerrima mesure 20 µm de long sur 10 µm de large. ».
Selon Denis H. Lynn (d) (2010) les espèces du genre Protocruzia ont les caractéristiques de la sous-classe des Protocruziidia, à savoir les suivantes : une taille petite (< 80 µm). Leur forme est ovoïde. Elles vivent en nage libre. Elles ont des alvéoles peu développées. Leur corps cellulaire est revêtu, sur le côté droit et la surface dorsale, d’un champ de cinéties qui sont, selon l’espèce, soit des monocinéties, soit des dicinéties.
Leur extrusomes sont en forme de trichocyste. Leur zone adorale est garnie de cinq à huit polycinéties oraux, à la gauche de la région orale ; leur région parorale ou postérieure et à droite de la région orale, est composée de dicinéties. Leur stomatogenèse est dite « mixocinétique »
Leur appareil nucléaire se compose d'un groupe de noyaux de taille similaire avec des macronoyaux paradiploïdes entourant un ou plusieurs micronoyaux. Vacuole contractile et cytoprocte n'ont pas été observés.
Elles sont microphages sur des bactéries, des microalgues et des protistes plus petits qu'eux-mêmes.

## Habitat
Selon Denis Heward Lynn (d) (2010), les Protocruzia vivent en milieu marin et en eau saumâtre.
L'espèce Protocruzia pigerrima a été trouvée relativement fréquemment dans l'eau de mer de Bahia do Rio de Janeiro.

## Liste des espèces
Selon GBIF (27 octobre 2024) :
- Protocruzia adhaerens Mansfeld, 1923
- Protocruzia adherens (Mansfeld, 1923) Kahl, 1930
- Protocruzia chesapeakensis Small & Lynn, 1985
- Protocruzia contrax Mansfeld, 1923
- Protocruzia depressa Ammermann, 1968
- Protocruzia labiata Kahl, 1932
- Protocruzia pigerrima (Cohn, 1866) Faria, Cunha & Pinto, 1922 Espèce type
- Protocruzia tuzeti Villeneuve-Brachon, 1940

## Systématique
Le nom a été mal orthographié "Protocrucia" par Kahl (1932).
L'espèce Protocruzia pigerrima a, selon Faria et al., deux synonymes : Colpoda pigerrima Cohn, 1866 et Blepharostoma pigerrima (Cohn, 1866) Schewiakoff, 1896.
Le nom valide de ce taxon est Protocruzia de Faria (d), da Cunha (d), Pinto (d), 1922.

## Publication originale
- (pt) J. Gomes De Faria, A.M. Da Cunha et Cesar Pinto, « Estudos sobre Protozoarios do Mar », Journal Memórias Do Instituto Oswaldo Cruz, vol. 15,‎ 1922, p. 186-208 (ISSN 0074-0276, e-ISSN 1678-8060, lire en ligne, consulté le 2 novembre 2024)